# District de Kurukshetra
Le district de Kurukshetra (hindi : फरीदाबाद जिला)  est un district  de l'état de l'Haryana  en Inde.

## Description
Au recensement de 2011, sa population compte 964 655 habitants pour une superficie de 1 530 km2.
Son chef-lieu est la ville de Kurukshetra. 